# Le Geektionnerd
 (février 2015).
Le Geektionnerd est une bande dessinée en ligne française quotidienne écrite et dessinée par Simon « Gee » Giraudot, créée le 11 avril 2009. Chaque jour (sauf cas exceptionnels), un mot ou une expression est défini de façon humoristique avec de nombreuses références à la culture dite « geek », notamment celle du logiciel libre. Il doit notamment sa notoriété à la parution hebdomadaire d'un article-définition sur Framablog.

## Concept
Le principe du Geektionnerd est de proposer une définition par jour. Le nom « Geektionnerd » est un triple jeu de mots avec les mots geek, dictionnaire et nerd.
Contrairement à ce que le titre pourrait suggérer, les définitions présentes ne sont pas toutes issues du vocabulaire geek, et n'ont aucune restriction de thème, l'aspect geek pouvant se trouver dans l'esprit des définitions et dans les références utilisées (par exemple, l'article Fruits et Légumes parle d'Orange, d'Apple et de BlackBerry).
Toutes les définitions sont présentées dans le même format (à l'exception de deux diagrammes,) : chaque article fait une, deux ou trois cases. Les dessins sont soutenus par un fond coloré pastel, dont la couleur change pour chaque article. Il existe également des histoires longues, appelées GKND (voir infra).

## Thématique du logiciel libre
L'un des thèmes les plus récurrents du blog est le logiciel libre, et plus généralement l'ensemble de la culture liée à ce mouvement. L'auteur n'hésite pas à diffuser la philosophie du libre à travers ses articles, que ce soit par l'intervention de personnages célèbres issus de ce mouvement (Richard Stallman, le gnou de GNU, Tux, etc.) ou par des allusions aux grands trolls de l'informatique (le combat Windows - GNU/Linux, la différence entre libre et open source, etc.).
Cette philosophie se retrouve dans la conception du blog, qui est entièrement réalisé à l'aide d'outils libres :
- les dessins sont réalisés sur Inkscape[12] sous un environnement GNU/Linux[13] ;
- le blog est basé sur le moteur Wordpress[9] ;
- l'intégralité du contenu du blog est diffusée sous la licence Creative Commons « Paternité - Partage des Conditions Initiales à l'Identique 2.0 France »[14].

## Historique
Le blog est lancé le 11 avril 2009. Il est alors hébergé sur la plateforme CanalBlog. Dès l'été 2009, le blog est placé deux fois en première page de CanalBlog,, ce qui lui amène ses premiers visiteurs réguliers : c'est également à ce moment-là que le blog adopte officiellement la licence Creative Commons by-sa (aucune précision n'était donnée à ce sujet auparavant).
Les visites vont croître régulièrement jusqu'à la fin de l'année 2009, avec par exemple la création temporaire d'une rubrique spéciale « La minute Grippe A-HAHA » destinée à tourner en ridicule le tapage médiatique du moment autour de la Grippe A H1N1. Mais la popularité du blog va réellement décoller avec le début d'une collaboration avec le Framablog, sur lequel est diffusé un article du Geektionnerd par semaine (le vendredi) à partir du 29 janvier 2010.
En mai 2010, PC INpact cite le blog, ce qui lui apportera son plus gros pic de visites depuis sa création. Gagnant en fréquentation, le blog est transféré le 7 juin 2010 de CanalBlog vers un blog indépendant basé sur Wordpress et hébergé sur l'un des serveurs du projet Framasoft.
Du 18 juillet 2010 au 9 septembre 2010, le blog interrompit son fonctionnement habituel pour la diffusion page par page d'une histoire longue. Elle est intitulée « Rencontre du troisième type » (parodiant ainsi le film de Steven Spielberg, la rencontre présentée sur la couverture étant celle des geeks avec une fille). La diffusion du tome 2 a commencé le 28 février 2011, son titre est « le GNU du risque ».
Le 7 novembre 2014, un article annonçant la Fin est publié.

## Histoires longues
Les histoires longues du Geektionnerd sont appelées GKND (rétroacronyme pour « a story about Geeks, Kilobytes, Nerds and Debugging »). Elles sont composées, comme les articles, d'une à trois cases avec un fond coloré, mais en plus grand format, et sont découpées en plusieurs pages (quarante-cinq pour le premier tome).

### Rencontre du troisième type

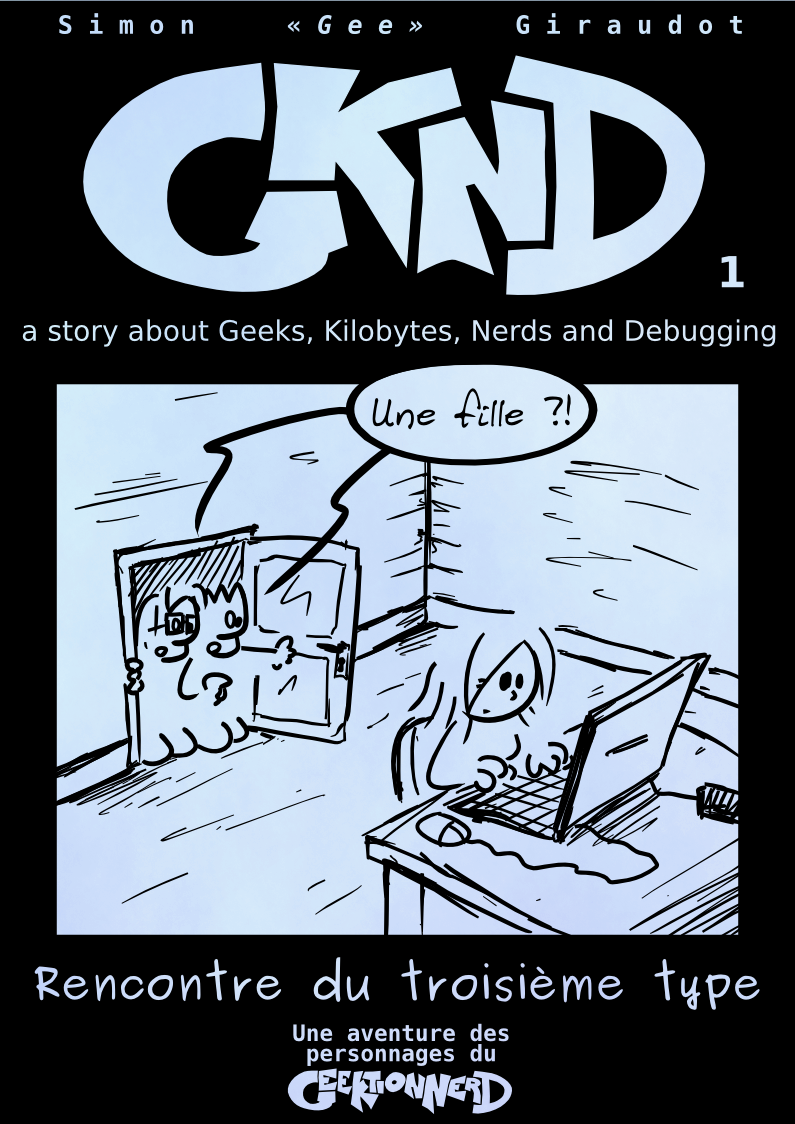
Couverture de Rencontre du troisième type

Rencontre du troisième type a été pour la première fois édité par l'association Framasoft en avril et est disponible à la vente depuis le 3 mai 2011,.

#### Synopsis
L'histoire commence alors que le Geek se réveille, au son de son réveille-matin, fatigué, après avoir codé jusqu'à deux heures du matin, et commence à déjeuner. Le Nerd, son colocataire, fait alors irruption, lui, bien réveillé (avec un réveil « zen ») et de bonne humeur, énervant au passage le Geek.
Ce dernier prend alors une douche, ce qui le réveille davantage. Ils prennent le tramway pour aller à l'université, patinent involontairement sur le sol gelé, puis arrivent, contrairement à ce que le Geek présageait, en retard. Au début du cours, un écran bleu de la mort fait irruption sur l'écran vidéoprojeté du professeur, ce qui déchaîne des applaudissements et des réactions dans l'amphithéâtre. Après un cours qui semble ennuyeux, une pause, des travaux dirigés et un repas au restaurant universitaire avec des pâtes natures au menu, les étudiants, n'ayant pas cours le jeudi après-midi, se rendent à leur « club info ».
Tout à coup, quelqu'un frappe à la porte, ce qui les fait paniquer, étant donné qu'ils utilisent le réseau de l'université pour télécharger illégalement (le Geek tente d'effacer le contenu du disque dur à l'aide d'un aimant). C'est alors qu'ils découvrent que la personne n'est pas de l'administration : c'est une étudiante qui rentre.
Les geeks ne croient d'abord pas qu'une fille vienne dans ce « club des geeks », et qu'elle « se fout effrontément de leurs pommes ». Énervée, elle déclare bruyamment être geekette : les garçons la prennent alors au sérieux, sauf le Geek, qui lui pose un petit questionnaire, auquel elle fournit des réponses qui le convainquent. Mais après une discussion, ils concluent qu'elle serait encore plus geek qu'eux : elle boycotte les réseaux sociaux comme Facebook ou Twitter pour des raisons de gestion de la vie privée, et elle qualifie le Nerd de noob car il utilise Ubuntu.
Ils rentrent dans un tramway encore plus bondé que celui emprunté le matin, quittant l'atmosphère hivernale de l'extérieur. Les deux colocataires passent la serpillère, « regardent une série débile affalés sur le canapé », font la vaisselle (avec une allusion à la gestion des piles en programmation), puis le Geek va voir sur Facebook afin d'être certain que la Geekette ne dispose pas de compte sur le réseau social, et enfin va jouer de la musique de Radiohead à la guitare, ce qui déplaît à son colocataire.
De plus, il préfère le groupe Oasis (selon la narration, ces deux groupes sont très opposés), ils décident de voir lequel est le plus populaire à l'aide d'un Googlefight. Quelques Googlefights plus tard, après avoir raisonné ce qu'ils pourraient faire de leur soirée, ils décident de sortir pour aller boire quelque chose avec quelques amis dans leur bar habituel.
Finalement, leurs amis ne viennent pas, ayant organisé une Lan-party et oublié qu'ils devaient venir. Les deux colocataires discutent donc seuls. Depuis quelques mois, ils étaient tombés sous le charme d'une des serveuses du bar, mais le Nerd remarque que le Geek est particulièrement désintéressé, ce dernier répond que c'est une « Apple-fangirl ».

## Personnages
Plusieurs personnages apparaissent de manière récurrente dans les articles. Ils n'ont pas de nom connus mais sont simplement désignés par des surnoms : le Geek, le Nerd et la Geekette. Cependant, ces surnoms ne sont jamais réellement utilisés dans les définitions et que les personnages eux-mêmes ne s'interpellent jamais ainsi.

### LeGeek

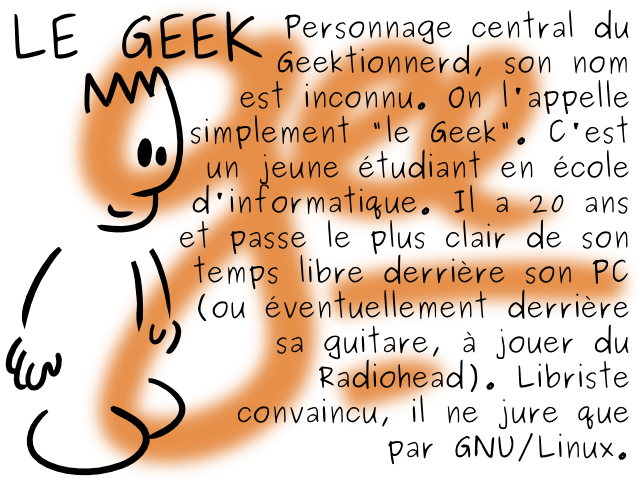
Fiche descriptive du Geek

Il s'agit du personnage principal, apparu dès le premier article avec pour réplique « Bienvenue sur le Geektionnerd ! ».
Le Geek n'est pas une caricature de l'image parfois véhiculée par le mot « geek » : il a une vie sociale normale, une apparence physique éloignée du cliché de l'adolescent boutonneux à lunettes et de nombreux centres d'intérêt autres que l'informatique.

### LeNerd

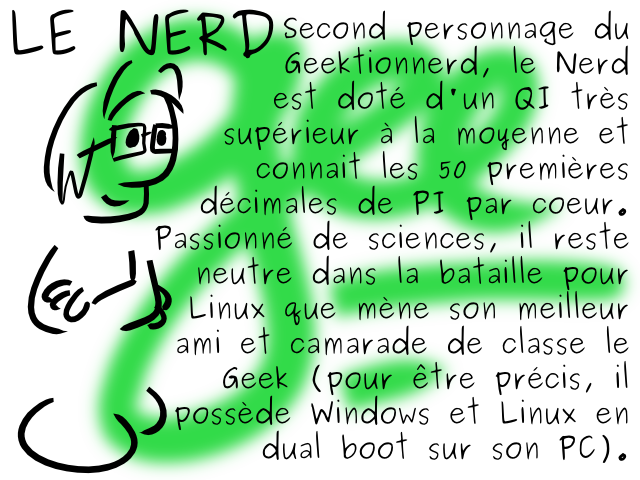
Fiche descriptive du Nerd

Le Nerd est l'acolyte du Geek, il n'apparaît que très rarement dans les articles sans lui. Il est apparu dans l'article à propos du minitel et accompagne depuis régulièrement le geek pour lui donner la réplique.
Il est dans la même promotion d'école d'informatique que le Geek et partage une colocation avec ce dernier.
Son rapport à l'informatique et aux logiciels libres est plus modéré que celui du Geek, ce qui lui attire des remarques de sa part.

### LaGeekette

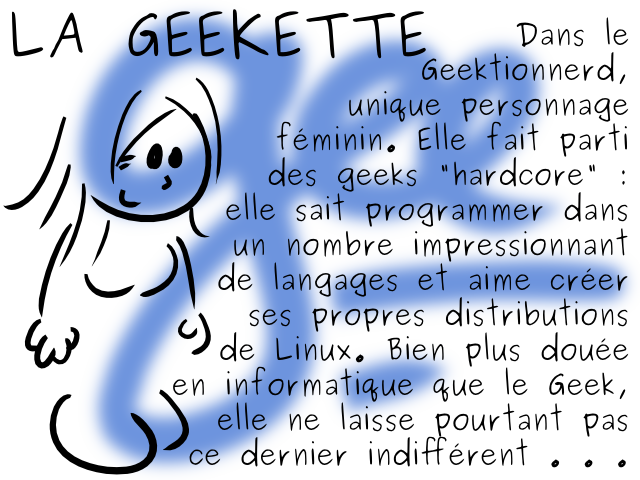
Fiche descriptive de la Geekette

Dernier personnage principal du blog, elle n'est apparue que plus tard (dans l'article « Freeze ») et est moins souvent présente que les deux précédents.
Elle est encore plus exigeante que le Geek du point de vue des logiciels libres : elle considère les utilisateurs d'Ubuntu comme des noobs et considère qu'il ne faut faire aucun compromis par rapport aux logiciels propriétaires.
Sa relation avec le Geek n'est pas développée dans les articles, bien qu'un article suggère qu'ils soient en couple.

L'histoire longue « GKND1 - Rencontre du troisième type » retrace l'histoire de sa rencontre avec le Geek en le présentant comme amoureux de la Geekette (elle étant, par contre, indifférente).

L'histoire longue « GKND4 - Au temps pour moi » révèle en revanche que le Geek et la Geekette finiront par se marier et auront deux enfants. C’est dans le GKND5, raconté par la Geekette (les précédents avaient toujours étés racontés par le Geek) que l’on apprend que la Geekette avait aussi des sentiments pour le Geek, qu’elle finira d’ailleurs par avouer.

### Personnages secondaires

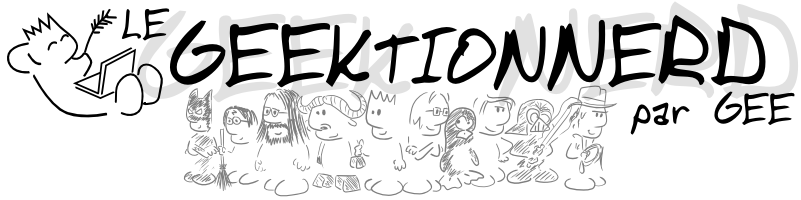
Ancienne bannière du Geektionnerd

Les personnages secondaires du Geektionnerd sont des personnages célèbres, qu'ils soient réels ou issus d'œuvres de fiction. Ainsi, la première bannière du blog représentait les personnages suivants :
- Batman ;
- Harry Potter ;
- Richard Stallman ;
- Le gnou (mascotte de GNU) ;
- Tux (mascotte de Linux) ;
- Linus Torvalds ;
- Dark Vador, ainsi que d'autres personnages de la saga Star Wars ;
- Indiana Jones.

Ces personnages apparaissent souvent dans leurs univers propres, et n'interagissent donc jamais avec les personnages principaux.